# Masdevallia newmaniana
Masdevallia newmaniana là một loài thực vật có hoa trong họ Lan. Loài này được Luer & Teague mô tả khoa học đầu tiên năm 1998.